# Gədəbəy
Gədəbəy – miasto w zachodnim Azerbejdżanie, stolica rejonu Gədəbəy. W 2022 roku populacja wyniosła około 11,7 tys. mieszkańców.